# Ravenéstraße (Berlin)
Die Ravenéstraße ist eine Straße im Berliner Ortsteil Gesundbrunnen des Bezirks Mitte. Benannt ist die Straße seit dem 3. Mai 1895 nach dem Berliner Industriellen Louis Fréderic Jacques Ravené (1823–1879).

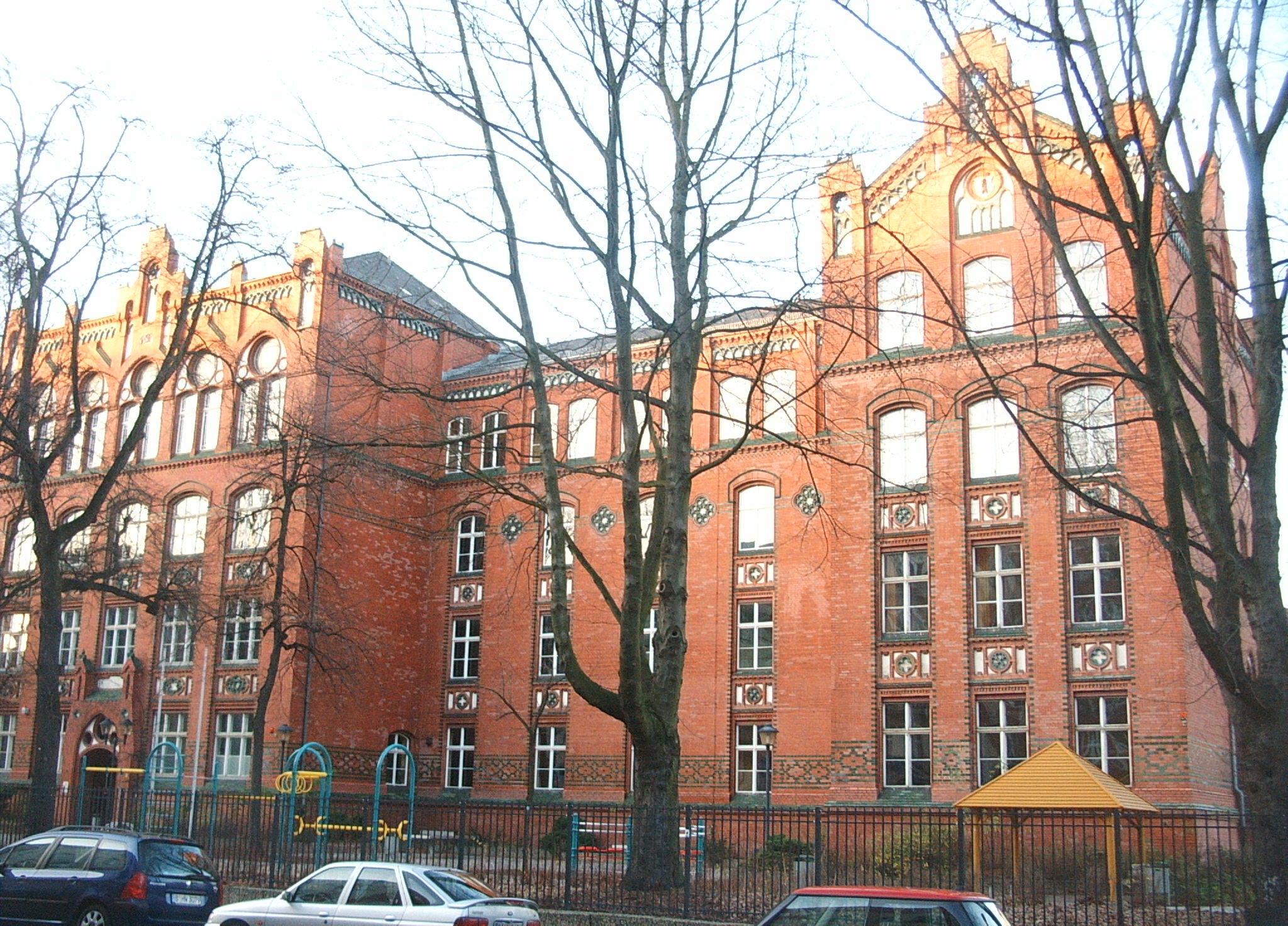
Schule am Zille-Park, Baudenkmal

Die kurze Straße grenzt im Westen an die Reinickendorfer Straße, die in diesem Bereich einschließlich beider Bürgersteige schon zum Ortsteil Wedding gehört. Im Osten endet die Ravenéstraße an der Kunkelstraße, die parallel zur Panke verläuft. Während die südliche Straßenseite um 1900 ausschließlich mit typischen fünfgeschossigen Berliner Mietshäusern bebaut wurde, wird die nördliche Seite von dem denkmalgeschützten Schulgebäude dominiert, das 1897–98 von Hermann Blankenstein und Paul Hesse errichtet wurde. Seit 2013 beherbergt das Gebäude die Schule am Zille-Park (Förderschwerpunkt: Lernen).